# Roseville (Illinois)
Roseville é uma vila localizada no estado americano de Illinois, no Condado de Warren.

## Demografia
Segundo o censo americano de 2000, a sua população era de 1083 habitantes.
Em 2006, foi estimada uma população de 993, um decréscimo de 90 (-8.3%).

## Geografia
De acordo com o United States Census Bureau tem uma área de
2,1 km², dos quais 2,1 km² cobertos por terra e 0,0 km² cobertos por água. Roseville localiza-se a aproximadamente 227 m acima do nível do mar.

## Localidades na vizinhança
O diagrama seguinte representa as localidades num raio de 20 km ao redor de Roseville.